# Callyspongia carens
Callyspongia carens är en svampdjursart som beskrevs av Gustavo Pulitzer-Finali 1982. Callyspongia carens ingår i släktet Callyspongia och familjen Callyspongiidae. Inga underarter finns listade i Catalogue of Life.